# 룬의 아이들 블러디드
룬의 아이들 블러디드(영어: Children of the Rune: Blooded 일본어: ルーンの子供たち: BLOODED)는 전민희 작가가 집필한 한국의 판타지 장편 소설 시리즈 《 룬의 아이들 》 시리즈 중 세 번째 작품이다. 오를란느 대공국 (Grand Duchy of Orlanne)의 대공녀로 대공 직속 호위 부대 에투알의 최연소 출신 천재 검사이자 프시키를 다루는 신비로운 미지의 힘 '블러디드'의 소유주인 샤를로트 비에트리스 드 오를란느 (Charlotte Bietris de Orlanne)가 주인공으로 등장한다.

## 등장인물

### 주인공
- 샤를로트 비에트리스 드 오를란느(영어: Charlotte Bietris de Orlanne 일본어: シャルロットㆍビエトリスᆞドᆞオルランヌ)

3부 블러디드의 주인공. 키는 168cm. 성별은 여성. 나날이 독보적인 발전을 거듭하는 실용마법학으로 명성이 자자한 마법 강국 오를란느 대공국의 대공녀이자 직함답게 차기 대공위 계승자이다. 차기 국왕이자 대공이 될 하나뿐인 후계자로 오를란느 본국에서도 '섣불리 다가갈 수 없는 인간흉기'로 통하는 왕실 직속 근위대 '에투알'의 훈련 코스를 15세에 최연소 돌파한 천재이자 경이로울 만큼 굉장한 검술 실력을 자랑하는 검호이다. 실버스컬 때 자신을 '아노마라드 소속 오를란느 '공국'이라 호명한 사회자에게 진심으로 분노하고 '오를란느 대공국'으로 바꿀 것을 직접 나서서 요구했으며, 보고 있던 이솔렛이 감탄할 정도로 대공위 계승자에 걸맞는 강한 긍지와 투혼, 자존심을 품었다. 검투 실력은 실버스컬 우승자인 오빠보다 훨씬 강하다고 하며 대륙에서도 톱 5위를 달리는 최강급의 전투력뿐만 아니라 순간적인 재치나 임기응변도 뛰어나 신원을 은폐하고 가공 인물을 상황에 자연스럽게 녹아들도록 연출해 타인을 속이거나 인간관계를 바꿀 수 있다. 당장 그가 가지고 있는 대외적 신분들만 해도 여러 가지인데 그 중 가장 많이 쓰는 신분은 아노마라드 양봉업자의 아들인 이스핀 샤를 (Ispin Charles)이 있다. 흑갈색의 시원시원한 단발머리와 흑갈색 눈을 지닌 중성적인 인상의 청소년. 샤를르트에게 절대적인 충성심을 보이는 에투알들에게는 밝고 유머러스하며 이들의 지휘관이자 대공녀로서 흔들림 없는 강하고 거침 없는 대장부의 모습을 유지하지만 속내는 두려움 투성이에 여리고 정에 약하며 수틀리면 남이 자신을 배신하기 전에 자신이 먼저 남을 배신하고 이용하는 냉혹함을 갖고 있다. 어린 날부터 귀족 사회에 몸담으면서 배운 인간관계의 잔혹함과 위선, 유일한 안식처였던 베르나르의 실종을 통절히 깨닫고 가족과 친한 부하를 포함해 아무도 믿지 못하고 거리를 두며 적절한 가면을 쓴 연기로 도구처럼 이용하는 냉혹하면서도 유약한 내면을 품었다. 막시민과는 마법의 총 오토마톤을 조사하려다 서로를 처음 알게 된다. 여러 가지 준비한 신분들로 차례 차례 위장하거나 무력을 동원해서까지 막시민에게 정보를 캐내려 노력하나 예상과 달리 막시민에게 자신의 진정한 모습을 간파당하고 그간 남을 속이기 위해 거짓된 가면을 써온 진실까지 들킨다. 하지만 오히려 이를 계기로 있는 그대로의 자신을 통찰한 막시민에게 솔직하게 말을 놓으며 마음을 열 것을 결심하고 함께 베르나르의 위치 추적, 미지의 힘 블러디드의 수수께끼를 둘러싼 진실을 찾는 여정길에 오른다. 막시민과는 자주 티격태격하고 곧잘 싸우지만 죽이 엄청 잘 맞는 파트너십을 이룬다.
- 막시민 리프크네'(영어: Maximin Liebkne 일본어: マキシミンᆞリフクネ)'

2부 데모닉에 이어 3부 블러디드에서도 부주인공이며 이번에는 샤를로트와 나란히 공동 주인공을 맡는다. 성별은 남성. 아노마라드 왕국의 대귀족 공작가 아르님 가문의 소공작이자 데모닉 조슈아 폰 아르님과는 둘도 없는 단짝 친구. 안경을 끼고 어깨까지 내려오는 난잡한 갈색머리가 특징이다. 명성이 높은 불세출의 천재 추리소설가이자 고문관, 탐정 라이지아 블라에르크의 장남이다. 막시민 본인도 어머니 라이지아의 영향을 물려받아 탐정으로서 우수한 자질이 있다. 실전 격투나 검술 같은 전투에는 경험도 재능도 없는 약골 문외한이지만 데모닉조차 자신보다 우위라고 인정한 천재적인 통찰력과 추리력, 날카롭고 특출난 상황 판단력을 갖춘 명탐정이다. 정치가와 전략가에 특화된 클로에, 란지에, 조슈아와 달리 탐정과 수사고문에 특화된 고도의 지능캐. 틈만 나면 툭 내뱉듯 깐죽거리고 신경에 거슬리는 이것 저것 독설하는 성향이 강한 달변가이자 탐정이다. 표면적으로는 낮잠 좋아하고 귀찮은 일을 몹시 싫어하는 시니컬하고 사적인 이익만을 좇는 버르장머리도 싸가지도 없고 품위 모자란 이기적인 백수 같지만 내면에는 상냥하고 다정한 마음씨를 품었다.